# Emanoil Pantazi
Emanoil Pantazi (n. 13 decembrie 1870, Galați – d. 19 aprilie 1942, București) a fost un jurist român, membru de onoare al Academiei Române.